# Râul Valea Strâmbă, Mureș
Râul Valea Strâmbă sau Râul Strâmba este un curs de apă, afluent al râului Mureș. 

## Hărți
- Harta Județul Harghita
- Harta Munții Hășmaș  Arhivat în 26 iunie 2008, la Wayback Machine.
- Harta Munții Giurgeu  Arhivat în 27 septembrie 2007, la Wayback Machine.